# سرخس باتلاقی سونورا
سرخس باتلاقی سونورا (نام علمی: Thelypteris puberula) نام یک گونه از سرده سرخس باتلاقی است.